# Palazzo Spinola di San Luca
Il palazzo Spinola di San Luca è un edificio storico italiano, collocato in via San Luca nº 6, nel centro storico di Genova. L'edificio fu inserito nella lista dei palazzi iscritti ai Rolli di Genova.

## Storia e descrizione
Poco si conosce di questo edificio appartenuto all'antica "curia" degli Spinola e quasi completamente scomparso a seguito delle successive frammentazioni subite nel corso degli ultimi due secoli.
Originariamente prospiciente la piazza del Serriglio - uno spazio stretto e allungato sul vicolo che conduce direttamente all'attracco portuale della famiglia - il palazzo si struttura saldamente con altri due edifici dei quali, probabilmente, annette alcuni ambienti: la residenza di Cristoforo Spinola (rolli 1588, 1599 e 1614, oggi piazza Jacopo da Varagine, 2) e quella di Giuseppe Doria (1642).
Nel 1876 l'edificio subisce per iniziativa dei nuovi proprietari, i Vivaldi Pasqua, lo spostamento dell'accesso verso via San Luca: intervento che ridisegna per interno il vano scala (il cui tratto originario è visibile solo all'ultimo piano) con una successione di rampe perpendicolari al nuovo affaccio.
Facilmente restaurabile dopo i danni patiti nella seconda guerra mondiale, il palazzo è stato invece sostituito nella sua parte originario verso la palazzata della Ripa dal grattacielo che ne ha brutalmente interrotto la scansione (1955).